# Rohida
Rohida är en ort i Indien.   Den ligger i distriktet Sirohi och delstaten Rajasthan, i den västra delen av landet, 600 km sydväst om huvudstaden New Delhi. Rohida ligger 325 meter över havet och antalet invånare är 9 000.
Terrängen runt Rohida är kuperad åt sydost, men åt nordväst är den platt. Runt Rohida är det ganska tätbefolkat, med 207 invånare per kvadratkilometer. Det finns inga andra samhällen i närheten. Trakten runt Rohida består till största delen av jordbruksmark.